# Plicifusus kroyeri
Plicifusus kroyeri — вид морских брюхоногих моллюсков из семейства Buccinidae отряда Neogastropoda. Типовой вид своего рода.
Высота раковины до 8,2, диаметр до 2,8 см. Она толстостенная, с 9 оборотами, окрас серовато-желтый, зеленовато-желтый или бурый. Скульптура образована осевыми линиями роста и приподнятыми изогнутыми складками, которые пересекают сильно уплощенные спиральные ребрышки, разделённые нитевидными желобками. Обитает в восточной части Тихого океана в западной и северной частях Японского моря, у северной половины острова Хонсю, у острова Хоккайдо, южных Курильских островов, южного и юго-восточного Сахалина, а также в Арктике и северо-западная части Атлантического океана (Канадский Арктический архипелаг). Бентосное животное, встречается на глубинах от 10 до 300 м, в основном на песчанистых и илисто-песчанистых с галькой и камнями грунтах. Питается в основном падалью, но может атаковать и живую добычу. Яйцевые капсулы крупные, одиночные. Из яиц выводятся молодые улитки, без личиночных стадий. Это моллюски безвредны для человека, их охранный статус не определён, объектом промысла не являются.